# جشنواره بین‌المللی فیلم نیوپورت

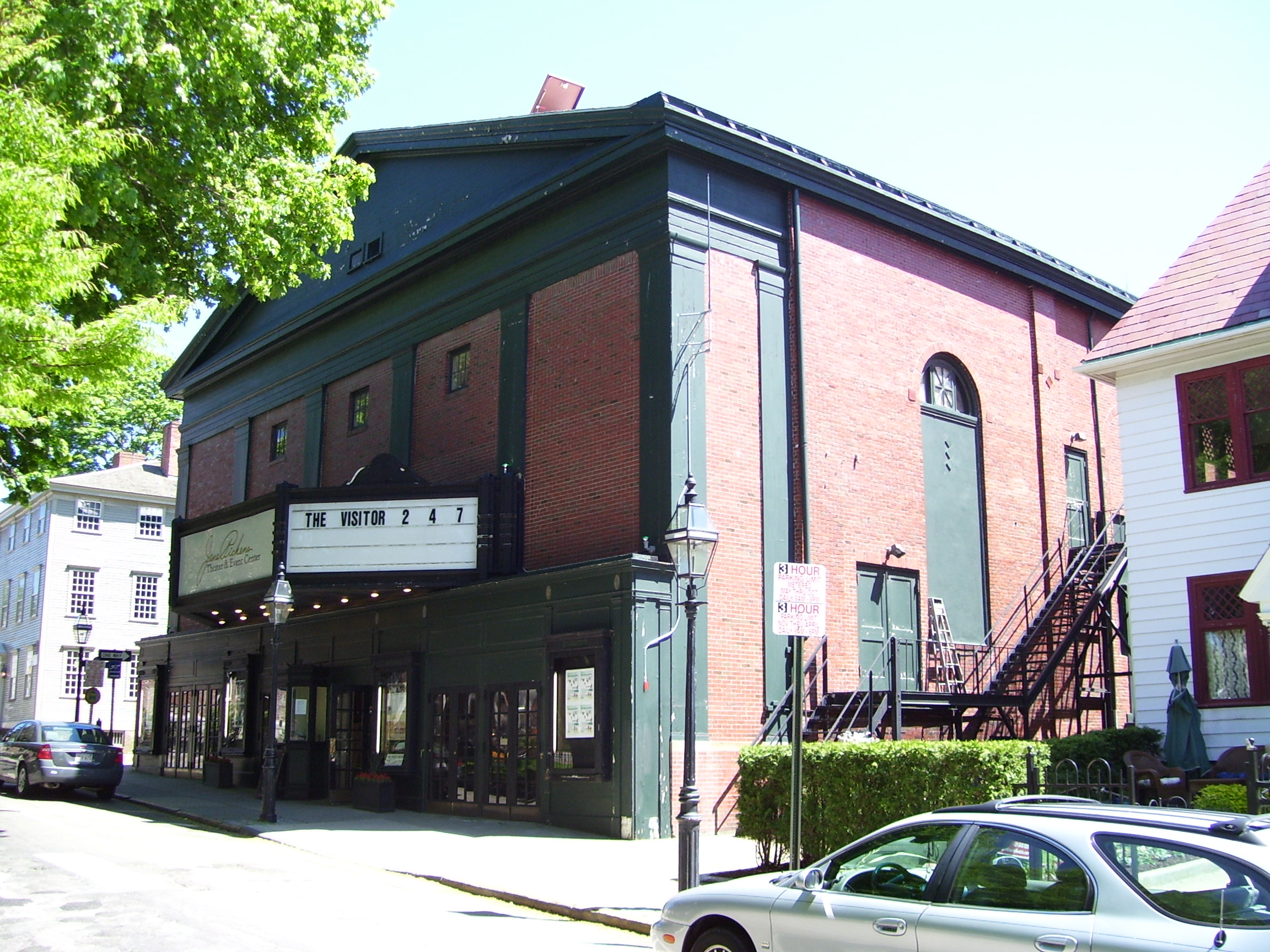
سالن سینمای «جین پیکنز» در میدان واشینگتن در شهر نیوپورت که توسط معمار مشهور آمریکایی «راسل وارن» طراحی و ساخته شد.

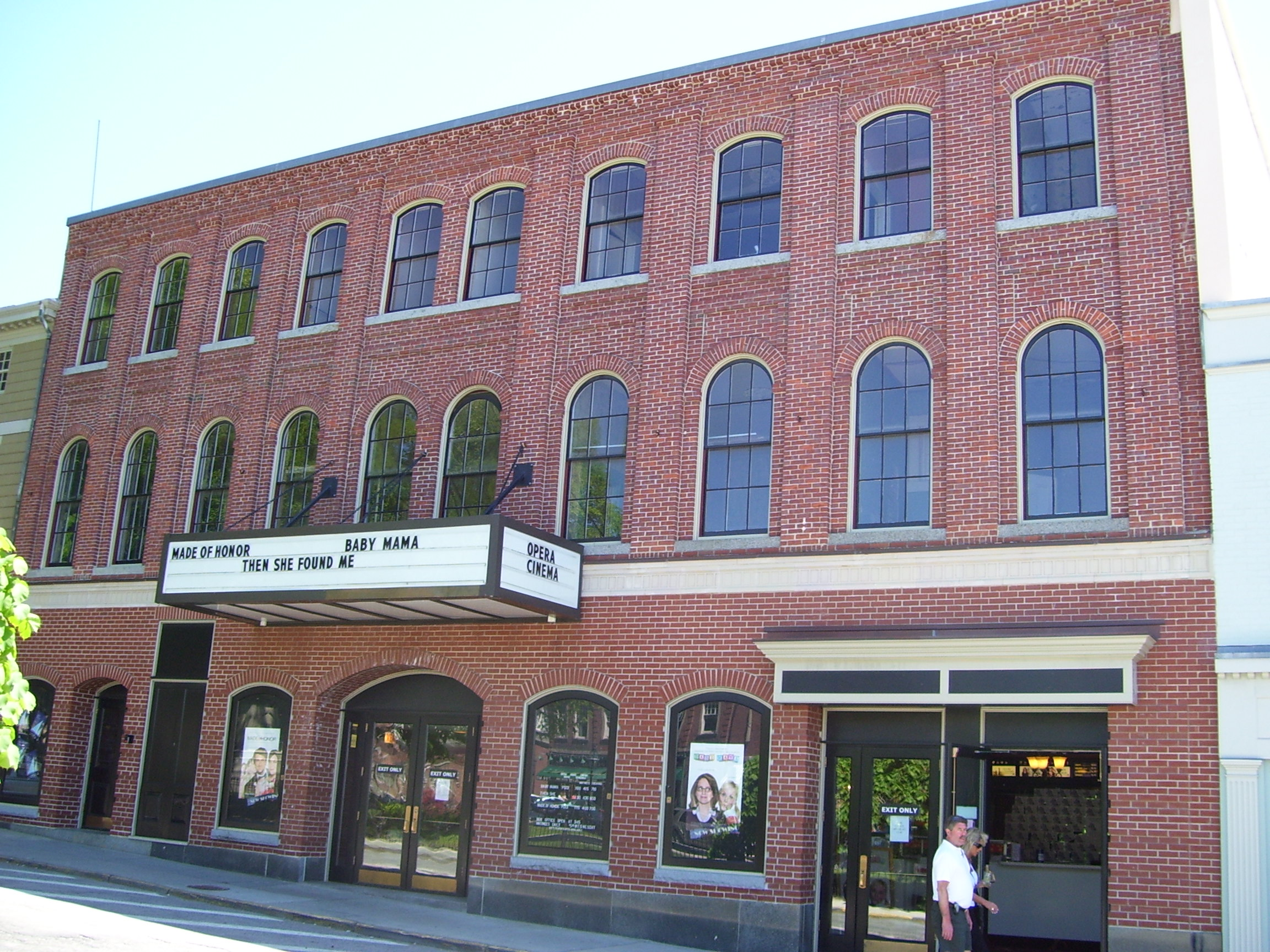
سالن سینمای اپرا هاوس، واقع در میدان واشینگتن در شهر نیوپورت

جشنواره بین‌المللی فیلم نیوپورت (انگلیسی: Newport International Film Festival) یک جشنواره فیلم بود که هر سال در شهر نیوپورت ایالتِ رود آیلند در ایالات متحده آمریکا برگزار می‌شد.
این جشنواره در سال ۱۹۹۸ بنیان نهاده شد و همه ساله در ماه ژوئن برگزار می‌شد؛ اما آخرین دوره آن در ژوئن ۲۰۰۹ برگزار گردید و دیگر ادامه نیافت.
در این جشنواره، علاوه بر فیلم‌های داخلی (آمریکایی) تولیدات بین‌المللی نیز اکران می‌شد.